# Mi novia es la revolución
Mi novia es la revolución es una película romántica mexicana sobre la mayoría de edad de 2021 dirigida por Marcelino Islas Hernández y escrita por Hernández y Gabriela Vidal. Protagonizada por Sofía Islas, Ana Valeria Becerril y Flor Edwarda.

## Sinopsis
Luego de la separación de sus padres, Sofía vive tanto su vida aburrida con su hermana menor que no quiere una fiesta de quinceañera. Todo cambiará cuando conozca a Eva, una chica de actitud rebelde con la que descubrirá el amor y los desengaños que conlleva.

## Elenco
Los actores que participan en esta película son:
- Sofía Islas como Sofía
- Ana Valeria Becerril como Eva
- Renata López como Jime
- Edwarda Gurrola como Sara
- Martha Claudia Moreno como Amelia
- Mauro Sánchez Navarro como Beto
- Magda Vizcaíno como Mela
- Pedro Hernández
- Verónica Langer
- Ana Lorena Rodríguez
- Flor Eduarda Gurrola
- Paco Rueda

## Producción
La fotografía principal comenzó el 28 de agosto de 2020 y finalizó el 17 de septiembre del mismo año en Las Arboledas, México.

## Lanzamiento
Tuvo su estreno el 4 de octubre de 2021, en el 36° Festival Internacional de Cine de Guadalajara compitiendo por el Premio Maguey. Luego, se estrenó el 17 de octubre de 2021 en el Festival de Cine de Roma como parte de la selección oficial.

## Premios y nominaciones
| Año  | Premio                                        | Categoría                              | Por                       | Resultado | Ref.          |
| ---- | --------------------------------------------- | -------------------------------------- | ------------------------- | --------- | ------------- |
| 2021 | Festival Internacional de Cine de Guadalajara | Premio Maguey                          | Marcelino Islas Hernandez | Nominado  | [ 10 ] [ 11 ] |
| 2021 | Festival de Cine de Roma                      | Premio del Público FS                  | Marcelino Islas Hernandez | Nominado  | [ 12 ]        |
| 2022 | Festival Internacional de Cine de Monterrey   | Mejor Largometraje de Ficción Mexicano | Marcelino Islas Hernandez | Ganador   | [ 13 ]        |